# Chamsiya
La chamsiya est une pâtisserie algérienne à base d'amandes, d'eau de fleur d'oranger et de vanille.

## Description
La chamsiya est une pâtisserie algérienne à base d'amandes, d'eau de fleur d'oranger et de vanille. Elle est parfois préparée avec une farce traditionnelle à la pâte d'amande et au citron, ou une farce chocolatée aux amandes, liée par une gelée.

## Origine et étymologie
Cette pâtisserie algéroise tient son nom de l'arabe algérien, signifiant « petit soleil ».